# Bettendorf, Luxemburg (kommun)
Kommunen Bettendorf (franska: Commune de Bettendorf, luxemburgiska: Gemeng Bettenduerf, tyska: Gemeinde Bettendorf) är en kommun i kantonen Diekirch i östra Luxemburg. Kommunen har 2 959 invånare (2022), på en yta av 23,24 km². Den utgörs av huvudorten Bettendorf samt orterna Gilsdorf och Moestroff.